# 근접 (천문학)
근접(近接, Appulse)은 두 천체 사이의 각거리가 최소가 되는 현상이다.

## 같이 보기
- 천체